# Peng Shuai
Peng Shuai (chinesisch 彭帥 / 彭帅, Pinyin Péng Shuài; * 8. Januar 1986 in Xiangtan, Provinz Hunan) ist eine ehemalige chinesische Tennisspielerin. Ihre größten Erfolge feierte sie mit ihren beiden Grand-Slam-Titeln im Doppel, 2013 in Wimbledon und 2014 bei den French Open. Ab dem 17. Februar 2014 war sie 20 Wochen lang die Nummer 1 der Doppelweltrangliste.
Anfang Dezember 2021 setzte die WTA alle Turniere in China und Hongkong aus, weil der Tennisspielerinnenvereinigung das Wohlergehen Pengs in China nach deren mutmaßlichen Vorwürfen des sexuellen Missbrauchs gegen den ehemaligen chinesischen Funktionär Zhang Gaoli nicht gewährleistet zu sein schien. Peng selbst dementierte daraufhin, derartige Vorwürfe erhoben zu haben und erklärte, dass sie nicht mehr aktiv Tennis spiele.

## Karriere
Ihre Eltern sind der Polizeibeamte Peng Jijun und seine Frau Zhang Bing. Ein Onkel animierte Shuai im Alter von acht Jahren zum Tennisspielen. Später trainierte sie an der „International Tennis Academy of Alan Ma“ in Boca Raton, Florida.
Peng Shuai gilt als lauf- und kampfstarke Spielerin. Im Einzel feierte sie jeweils zwei Titel auf der WTA Tour und auf der WTA-Challenger-Tour. Außerdem gewann Peng 11 ITF-Turniere. Im Jahr 2000 ging sie in ihrer chinesischen Heimat erstmals auf ITF-Ebene an den Start. Sie siegte in Dotham, Prostejov, Shenzhen, Jackson, Changsha, Mumbai, Tianjin und Baotou.
Auf der WTA Tour zog Peng im Einzel bereits viermal in ein Endspiel ein (bei den Turnieren von Straßburg, Forest Hills, Guangzhou und Brüssel), sie konnte jedoch keines davon gewinnen. 2004 gab sie ihr Debüt in Wimbledon, schied dort aber bereits in der ersten Runde aus. Noch im selben Jahr (23. August) war sie unter den Top 100 der Weltrangliste und am 17. Januar 2005 bereits unter den 50 Besten. 2010 gewann sie bei den Asienspielen eine Goldmedaille im Einzel- und eine im Mannschaftswettbewerb sowie eine Bronzemedaille im Doppel. Bei den Australian Open erzielte sie 2011 mit dem Einzug ins Achtelfinale ihren bis dahin größten Erfolg bei einem Grand-Slam-Turnier.
Andererseits gelangen ihr schon mehrere Siege über Top-Ten-Spielerinnen. So besiegte sie allein im Jahr 2011 in Auckland die an Nummer 3 gesetzte Swetlana Kusnezowa, bei den Australian Open in Melbourne die an 7 gesetzte Jelena Janković, in Doha die an 3 gesetzte Francesca Schiavone sowie in Indian Wells die Nummer 7 des Turniers, Li Na. Und in Brüssel, wo Peng im Mai 2011 selbst Position 8 der Setzliste einnahm, schlug sie auf dem Weg ins Endspiel, in dem sie der topgesetzten Caroline Wozniacki unterlag, auch die Nummer 3 des Turniers, Wera Swonarjowa. Beim Vorbereitungsturnier auf Wimbledon in Birmingham kam Peng bis ins Halbfinale, das sie gegen Sabine Lisicki glatt mit 3:6, 1:6 verlor. In Wimbledon erreichte sie ohne Mühe das Achtelfinale, in dem sich Marija Scharapowa jedoch als klar überlegen zeigte und sie mit 6:4, 6:2 besiegte. Im August 2011 erreichte Peng im Einzel mit Rang 14 ihr bislang bestes Ranking.
2012 stand sie in Wimbledon erneut im Achtelfinale, in dem sie Marija Kirilenko mit 1:6, 7:66 und 3:6 unterlag. Bei den US Open schied sie 2012 gegen Jelena Wesnina (6:75, 1:6) bereits in Runde eins aus. Weit besser lief es dort 2014, als sie erstmals in ihrer Karriere im Einzel das Halbfinale eines Grand-Slam-Turniers erreichte.
Im Doppel kann Peng neben ihren beiden Grand-Slam-Titeln noch 19 WTA-Turniersiege vorweisen, darunter drei in Rom (Premier-5-Turnier) und einen bei den WTA Championships (2013).
Im August 2018 wurde sie von der Tennis Integrity Unit für sechs Monate gesperrt und musste eine Strafe von 10.000 US-Dollar zahlen, beides zur Hälfte auf Bewährung. Sie soll versucht haben, ihre Doppelpartnerin nach Meldeschluss bei den Wimbledon Championships 2017 zum Rückzug zu bewegen. Dafür bot sie ihr eine Vergütung an, was den Regularien widersprach.
Im Fed Cup kam sie für China seit 2001 zum Einsatz. Ihre Fed-Cup-Bilanz weist 17 Siege und neun Niederlagen aus.

## Missbrauchsvorwürfe und Verschwinden
Am 2. November 2021 warf Peng dem ehemaligen chinesischen Ersten Vizepremierminister und hochrangigen Mitglied der kommunistischen Partei Zhang Gaoli in einem Posting auf der Social-Media-Plattform Weibo vor, sie 2018 sexuell missbraucht zu haben. Zhang und seine Frau hätten mit Peng Tennis gespielt und sie dann zu sich nach Hause eingeladen. Dort habe Zhang sie den ganzen Nachmittag und Abend über unter Druck gesetzt, Sex mit ihm zu haben. Sie habe dem massiven Drängen schließlich nachgegeben. Es sei eine sexuelle Beziehung der beiden gefolgt. Dies war das erste Mal, dass ein Mitglied der obersten Führungsebene der KPCh mit derartigen Vorwürfen sexuellen Fehlverhaltens öffentlich konfrontiert wurde.
Innerhalb von 20 Minuten wurde ihr Post von der Plattform gelöscht sowie jegliche mediale Berichterstattung und öffentliche Diskussion durch die staatlichen Zensurbehörden unterbunden. Peng selbst galt seitdem zunächst wochenlang als verschwunden.
In einer Stellungnahme vom 14. November rief der Geschäftsführer der WTA Tour Steve Simon die chinesischen Behörden auf, die Anschuldigungen von Peng zu untersuchen. Weiter forderte er ein Ende der offiziellen chinesischen Zensur hierzu und betonte, dass die Tour erwäge, keine Turniere mehr in China auszutragen. Der chinesische Tennisverband ließ unterdessen verlautbaren, Peng sei in Sicherheit und keinen körperlichen Bedrohungen ausgesetzt. Seit dem Vorfall versucht die WTA erfolglos, Peng zu kontaktieren.
Am 17. November 2021 veröffentlichte der staatliche Auslandsfernsehsender CGTN eine E-Mail, die von Peng stammen soll. Darin heißt es, sie sei zuhause, es gehe ihr gut und ihre Vorwürfe gegen Zhang Gaoli seien unwahr. Experten bezweifeln jedoch, dass die E-Mail tatsächlich von ihr stammt.
Thomas Bach, Präsident des Internationalen Olympischen Komitees, führte am 21. November eine halbstündige Videokonferenz mit Peng und erklärte, er sei erleichtert. Dies wurde stark kritisiert, ihm wurde u. a. Naivität oder Böswilligkeit vorgeworfen. Human Rights Watch sprach nach dem IOC-Telefonat von einer „völlig neuen Form der Kollaboration“ mit Chinas Regierung. WTA-Chef Simon sagte, Videos seien gut, aber nicht genügend. Am 1. Dezember kündigte er an, Turniere in China und Hongkong auszusetzen. Die EU forderte schon am 30. November „nachprüfbare Beweise“, dass es Peng gut geht und sie sicher ist. Zudem pochte die EU auf uneingeschränkte und transparente Ermittlungen ihrer Anschuldigungen gegen Zhang Gaoli.
Nach Einschätzung vieler Sinologen wie Mareike Ohlberg (German Marshall Fund) verfolgte der chinesische Propagandaapparat mit „Lebenszeichen“-Meldungen wie der angeblich von Peng verfassten und von CGTN als „Lebenszeichen“ präsentierten E-Mail nicht das Ziel, die Weltöffentlichkeit davon zu überzeugen, dass sich die zuvor als „vermisst“ berichtete Person in Sicherheit befinde, sondern nutze sie zur Machtdemonstration und Einschüchterung. In internationalen Medien wurde die E-Mail zum Vergleich für die Methoden der chinesischen Staatsführung im Umgang mit der uigurischen Minderheit wie im Fall des als „Lebenszeichen“ veröffentlichten „Beweisvideo“ des einige Jahre zuvor verschwunden gemeldeten uigurischen Musikers Abdurehim Heyit herangezogen.
Am 1. Dezember 2021 berichtete die Süddeutsche Zeitung, die Vereinigung der professionellen Tennisspielerinnen sei zutiefst um das Wohl von Peng Shuai besorgt und wage den Machtkampf mit dem Regime. Ab sofort setze die WTA daher alle Turniere in China aus. Der Schritt dürfte für den Weltsport gewaltige Folgen haben, konstatierte die SZ.
Der Fall Peng Shuais trug dazu bei, dass ein diplomatischer Boykott der Olympischen Winterspiele 2022 in China durch die USA wochenlang im Gespräch war, bevor dieser am 6. Dezember 2021 von den USA verkündet und mit „fortdauerndem Völkermord und Verbrechen gegen die Menschlichkeit in Xinjiang“ sowie anderen Menschenrechtsverletzungen begründet wurde.
In einem am 19. Dezember 2021 vom chinesischsprachigen Medienunternehmen Lianhe Zaobao veröffentlichten Video-Interview bezeichnete Peng Shuai die Diskussionen über ihren Weibo-Beitrag von November 2021 als „Missverständnisse“ und gab an, es habe sich bei dem Weibo-Beitrag um eine „private Angelegenheit“ und nicht um einen Vorwurf des sexuellen Missbrauchs gehandelt. Wörtlich sagte sie: „Ich möchte eine sehr wichtige Sache betonen: Ich habe nie etwas gesagt oder geschrieben, mit dem ich jemanden eines sexuellen Übergriffes auf mich beschuldige.“ Peng erklärte in dem Interview weiter, dass sie in Peking ungehindert und ohne unter Aufsicht zu stehen lebe und sagte wörtlich: „Warum sollte mich jemand überwachen? Ich bin immer frei gewesen.“ Zudem gab sie an, ihre E-Mail an WTA-Chef Simon von Mitte November 2021 selbst und aus eigenem Antrieb geschrieben zu haben. Peng erklärte in diesem Interview schließlich, dass sie aufgrund der COVID-19-Pandemie China nicht zu verlassen plane und nicht mehr aktiv Tennis spiele. Bei dem Video-Interview handelte es sich um die erste öffentlich gefilmte Äußerung Pengs zu dem Missbrauchthema. Danach kam es zunächst zu keinen öffentlichen Auftritten mehr von ihr und ihr Schicksal galt weiterhin als ungeklärt.
Die WTA reagierte auf das Video-Interview umgehend mit der Stellungnahme, die WTA sei ungeachtet dieser Videoaussage Pengs weiterhin in Sorge um sie und betrachte es nach wie vor nicht für gewährleistet, dass sich Peng frei von Zensur oder Zwang äußern könne. Auch Menschenrechtsgruppen kamen zur Einschätzung, dass Peng unter Druck gesetzt wurde und sich weiterhin nicht frei bewegen konnte. Einem Aufruf von Human Rights Watch gegenüber dem IOC, seinen Einfluss zu nutzen, um die sofortige Sicherheit von Peng zu garantieren, schlossen sich verschiedene Verbände an. Zwei Wochen vor Beginn der Olympischen Winterspiele 2022 bewertete Human Rights Watch den Umgang des IOC mit dem Fall Pengs als fatal und warf dem IOC vor, sich in Bezug auf Peng und in Form des Präsidenten Thomas Bach zum „Sprachrohr der chinesischen Regierung gemacht“ zu haben.
In einem Interview mit der französischen Sporttageszeitung L’Équipe Anfang Februar 2022 bestritt Peng abermals die Missbrauchsvorwürfe und sprach von einem enormen Missverständnis. Den Beitrag auf der Plattform Weibo habe sie damals selbst gelöscht. Zugleich kündigte sie in dem Interview das Ende ihrer Tenniskarriere an.
Nach dem Interview äußerte Marc Ventouillac, einer der beiden Interviewer, seine Zweifel an der Freiheit von Peng Shuai und sagte, das Interview sei Teil der „Propaganda“-Bemühungen gewesen, das Thema herunterzuspielen und den Anschein zu erwecken, dass es keine Peng-Shuai-Affäre gäbe. Ventouillac gab aber auch an, dass Peng gesund zu sein schien und dass sie Fragen stellen konnten, die über das ursprünglich eingereichte Interview-Protokoll hinausgingen, ohne dass das Interview zensiert wurde.
Berichten zufolge wurde Peng bei mehreren Veranstaltungen der Olympischen Winterspiele 2022 gesehen. Es fand ein Treffen mit Thomas Bach und anderen IOC-Beamten statt, bei dem Peng angab, nach der COVID-19-Pandemie zu beabsichtigen, nach Europa zu reisen. In Bezug auf die Frage, ob Peng frei spricht oder unter Zwang steht, gab IOC-Sprecher Mark Adams an, dass er nicht denke, dass das IOC in der Position sei, das beurteilen zu können. Ihre Auftritte bei den Spielen und Verweise auf ihre Vorwürfe bleiben in China weiterhin zensiert.

## Turniersiege

### Einzel
| Nr. | Datum             | Turnier   | Kategorie         | Belag           | Finalgegnerin       | Ergebnis      |
| --- | ----------------- | --------- | ----------------- | --------------- | ------------------- | ------------- |
| 1.  | 3. Juni 2001      | Baotou    | ITF $10.000       | Sand            | Choi Jin-young      | 6:3, 6:4      |
| 2.  | 15. Juli 2001     | Tianjin   | ITF $10.000       | Hartplatz       | Liu Nannan          | 6:3, 6:1      |
| 3.  | 24. Februar 2002  | Mumbai    | ITF $10.000       | Hartplatz       | Sunitha Rao         | 6:3, 7:63     |
| 4.  | 20. April 2003    | Jackson   | ITF $25.000       | Sand            | Tina Schiechtl      | 6:2, 6:4      |
| 5.  | 25. April 2004    | Dothan    | ITF $75.000       | Sand            | Jewgenija Linezkaja | 6:2, 6:1      |
| 6.  | 6. Juni 2004      | Prostějov | ITF $75.000       | Sand            | Zuzana Ondrášková   | 6:1, 6:3      |
| 7.  | 7. November 2004  | Shenzhen  | ITF $50.000       | Hartplatz       | Zheng Jie           | 3:6, 6:1, 6:3 |
| 8.  | 7. November 2010  | Taipeh    | ITF $100.000+H    | Teppich (Halle) | Ayumi Morita        | 6:1, 6:4      |
| 9.  | 27. Juli 2014     | Nanchang  | WTA Challenger    | Hartplatz       | Liu Fangzhou        | 6:2, 3:6, 6:3 |
| 10. | 16. Oktober 2016  | Tianjin   | WTA International | Hartplatz       | Alison Riske        | 7:63, 6:2     |
| 11. | 20. November 2016 | Shenzhen  | ITF $100.000      | Hartplatz       | Patricia Maria Țig  | 3:6, 7:5, 6:4 |
| 12. | 30. Juli 2017     | Nanchang  | WTA International | Hartplatz       | Nao Hibino          | 6:3, 6:2      |
| 13. | 18. November 2018 | Houston   | WTA Challenger    | Hartplatz       | Lauren Davis        | 1:6, 7:5, 6:4 |
| 14. | 15. Dezember 2018 | Dubai     | ITF $100.000+H    | Hartplatz       | Viktória Kužmová    | 6:3, 6:0      |
| 15. | 20. Oktober 2019  | Suzhou    | ITF W100          | Hartplatz       | Zhu Lin             | 6:2, 3:6, 6:2 |

### Doppel
| Nr. | Datum              | Turnier      | Kategorie              | Belag     | Partnerin         | Finalgegnerinnen                       | Ergebnis           |
| --- | ------------------ | ------------ | ---------------------- | --------- | ----------------- | -------------------------------------- | ------------------ |
| 1.  | 21. Juli 2001      | Tianjin      | ITF $10.000            | Hartplatz | Liu Nannan        | Li Ting Shen Lui-li                    | 6:4, 6:1           |
| 2.  | 8. November 2003   | Taizhou      | ITF $25.000            | Hartplatz | Xie Yanze         | Yang Shujing Yu Ying                   | 6:3, 4:6, 6:2      |
| 3.  | 24. Januar 2004    | Boca Raton   | ITF $10.000            | Hartplatz | Xie Yanze         | Allison Bradshaw Julie Ditty           | 6:1, 6:2           |
| 4.  | 30. September 2007 | Guangzhou    | WTA Tier III           | Hartplatz | Yan Zi            | Vania King Sun Tiantian                | 6:3, 6:4           |
| 5.  | 9. März 2008       | Bangalore    | WTA Tier II            | Hartplatz | Sun Tiantian      | Chan Yung-jan Chuang Chia-jung         | 6:4, 5:7, [10:8]   |
| 6.  | 14. September 2008 | Bali         | WTA Tier III           | Hartplatz | Hsieh Su-wei      | Marta Domachowska Nadja Petrowa        | 6:74, 7:63, [10:7] |
| 7.  | 16. Januar 2009    | Sydney       | WTA Premier            | Hartplatz | Hsieh Su-wei      | Nathalie Dechy Casey Dellacqua         | 6:0, 6:1           |
| 8.  | 9. Mai 2009        | Rom          | WTA Premier 5          | Sand      | Hsieh Su-wei      | Daniela Hantuchová Ai Sugiyama         | 7:5, 7:65          |
| 9.  | 10. Oktober 2009   | Peking       | WTA Premier Mandatory  | Hartplatz | Hsieh Su-wei      | Alla Kudrjawzewa Jekaterina Makarowa   | 6:3, 6:1           |
| 10. | 15. Mai 2011       | Rom          | WTA Premier 5          | Sand      | Zheng Jie         | Vania King Jaroslawa Schwedowa         | 6:2, 6:3           |
| 11. | 19. Mai 2013       | Rom          | WTA Premier 5          | Sand      | Hsieh Su-wei      | Sara Errani Roberta Vinci              | 4:6, 6:3, [10:8]   |
| 12. | 6. Juli 2013       | Wimbledon    | Grand Slam             | Rasen     | Hsieh Su-wei      | Ashleigh Barty Casey Dellacqua         | 7:61, 6:1          |
| 13. | 18. August 2013    | Cincinnati   | WTA Premier 5          | Hartplatz | Hsieh Su-wei      | Anna-Lena Grönefeld Květa Peschke      | 2:6, 6:3, [12:10]  |
| 14. | 21. September 2013 | Guangzhou    | WTA International      | Hartplatz | Hsieh Su-wei      | Vania King Galina Woskobojewa          | 6:3, 4:6, [12:10]  |
| 15. | 27. Oktober 2013   | Istanbul     | WTA Tour Championships | Hartplatz | Hsieh Su-wei      | Jelena Wesnina Jekaterina Makarowa     | 6:4, 7:5           |
| 16. | 2. Februar 2014    | Pattaya      | WTA International      | Hartplatz | Shuai Zhang       | Alla Kudrjawzewa Anastasia Rodionova   | 3:6, 7:65, [10:6]  |
| 17. | 15. Februar 2014   | Doha         | WTA Premier 5          | Hartplatz | Hsieh Su-wei      | Květa Peschke Katarina Srebotnik       | 6:4, 6:0           |
| 18. | 15. März 2014      | Indian Wells | WTA Premier Mandatory  | Hartplatz | Hsieh Su-wei      | Cara Black Sania Mirza                 | 7:65, 6:2          |
| 19. | 8. Juni 2014       | French Open  | Grand Slam             | Sand      | Hsieh Su-wei      | Sara Errani Roberta Vinci              | 6:4, 6:1           |
| 20. | 4. Oktober 2014    | Peking       | WTA Premier Mandatory  | Hartplatz | Andrea Hlaváčková | Cara Black Sania Mirza                 | 6:4, 6:4           |
| 21. | 12. Juni 2016      | Nottingham   | WTA International      | Rasen     | Andrea Hlaváčková | Gabriela Dabrowski Yang Zhaoxuan       | 7:5, 3:6, [10:7]   |
| 22. | 24. September 2016 | Guangzhou    | WTA International      | Hartplatz | Asia Muhammad     | Wolha Hawarzowa Wera Lapko             | 6:2, 7:63          |
| 23. | 16. Oktober 2016   | Tianjin      | WTA International      | Hartplatz | Christina McHale  | Magda Linette Xu Yifan                 | 7:68, 6:0          |
| 24. | 7. Januar 2017     | Shenzhen     | WTA International      | Hartplatz | Andrea Hlaváčková | Ioana Raluca Olaru Olha Sawtschuk      | 6:1, 7:5           |
| 25. | 5. Januar 2019     | Shenzhen     | WTA International      | Hartplatz | Yang Zhaoxuan     | Duan Yingying Renata Voráčová          | 6:4, 6:3           |
| 26. | 28. April 2019     | Anning       | WTA Challenger         | Sand      | Yang Zhaoxuan     | Duan Yingying Han Xinyun               | 7:5, 6:2           |
| 27. | 21. September 2019 | Guangzhou    | WTA International      | Hartplatz | Laura Siegemund   | Alexa Guarachi Mathison Giuliana Olmos | 6:2, 6:1           |

## Karrierestatistik und Turnierbilanz

### Einzel
| Turnier         | 2004 | 2005 | 2006 | 2007 | 2008 | 2009 | 2010 | 2011 | 2012 | 2013 | 2014 | 2015 | 2016 | 2017 | 2018 | 2019 | 2020 | Bilanz | Karriere |
| --------------- | ---- | ---- | ---- | ---- | ---- | ---- | ---- | ---- | ---- | ---- | ---- | ---- | ---- | ---- | ---- | ---- | ---- | ------ | -------- |
| Australian Open | –    | 2    | –    | 2    | 1    | 3    | 1    | AF   | 2    | 2    | 1    | AF   | –    | 2    | 1    | 1    | 1    | 13:14  | AF       |
| French Open     | –    | 2    | 2    | –    | 2    | 1    | –    | 3    | 3    | 2    | 1    | 1    | –    | 1    | 2    | –    | –    | 9:11   | 3        |
| Wimbledon       | 1    | –    | 3    | 1    | 3    | 2    | –    | AF   | AF   | 2    | AF   | –    | 1    | 3    | 1    | –    | –    | 17:12  | AF       |
| US Open         | –    | 1    | –    | 1    | 2    | 2    | 3    | AF   | 1    | 2    | HF   | –    | 1    | 2    | –    | 2    | –    | 15:12  | HF       |

### Doppel
| Turnier                      | 2001              | 2002              | 2003              | 2004              | 2005              | 2006              | 2007              | 2008              | 2009              | 2010              | 2011              | 2012              | 2013              | 2014              | 2015              | 2016             | 2017              | 2018              | 2019              | 2020              | T / T       | S/N         | Sieg%       |
| ---------------------------- | ----------------- | ----------------- | ----------------- | ----------------- | ----------------- | ----------------- | ----------------- | ----------------- | ----------------- | ----------------- | ----------------- | ----------------- | ----------------- | ----------------- | ----------------- | ---------------- | ----------------- | ----------------- | ----------------- | ----------------- | ----------- | ----------- | ----------- |
| Australian Open              | –                 | –                 | –                 | –                 | AF                | 2                 | 2                 | 2                 | VF                | AF                | AF                | 1                 | AF                | 2                 | 1                 | 1                | F                 | HF                | 1                 | 1                 | 0 / 16      | 24:16       | 60 %        |
| French Open                  | –                 | –                 | –                 | –                 | 1                 | 2                 | –                 | AF                | HF                | –                 | 2                 | AF                | 2                 | S                 | –                 | –                | AF                | 1                 | –                 | –                 | 1 / 10      | 19:8        | 70 %        |
| Wimbledon                    | –                 | –                 | –                 | Q1                | –                 | 2                 | VF                | 1                 | 1                 | –                 | VF                | 1                 | S                 | AF                | –                 | 2                | –                 | 2                 | 1                 | n. a.             | 1 / 11      | 17:9        | 65 %        |
| US Open                      | –                 | –                 | –                 | VF                | 2                 | 1                 | 2                 | AF                | 2                 | 2                 | 1                 | VF                | VF                | AF                | –                 | –                | HF                | –                 | 2                 | –                 | 0 / 13      | 22:13       | 63 %        |
| WTA Finals                   | –                 | –                 | –                 | –                 | –                 | –                 | –                 | –                 | –                 | –                 | –                 | –                 | S                 | F                 | –                 | –                | –                 | –                 | –                 | n. a.             | 1 / 2       | 4:1         | 80 %        |
| Doha                         | andere Kategorie  | andere Kategorie  | andere Kategorie  | andere Kategorie  | andere Kategorie  | andere Kategorie  | andere Kategorie  | 1                 | n. a. bzw. a. K.  | n. a. bzw. a. K.  | n. a. bzw. a. K.  | 1                 | –                 | S                 | a. K.             | –                | a. K.             | 1                 | a. K.             | AF                | 1 / 5       | 5:4         | 56 %        |
| Dubai                        | andere Kategorie  | andere Kategorie  | andere Kategorie  | andere Kategorie  | andere Kategorie  | andere Kategorie  | andere Kategorie  | andere Kategorie  | –                 | –                 | AF                | andere Kategorie  | andere Kategorie  | andere Kategorie  | AF                | a. K.            | F                 | a. K.             | –                 | a. K.             | 0 / 3       | 5:3         | 63 %        |
| Indian Wells                 | –                 | –                 | –                 | –                 | –                 | 1                 | 1                 | 1                 | AF                | 1                 | 1                 | 1                 | HF                | S                 | –                 | 1                | AF                | –                 | –                 | n. a.             | 1 / 11      | 10:10       | 50 %        |
| Miami                        | –                 | –                 | –                 | –                 | –                 | –                 | –                 | VF                | 1                 | VF                | HF                | 1                 | AF                | 1                 | –                 | AF               | HF                | –                 | –                 | n. a.             | 0 / 9       | 11:9        | 55 %        |
| Charleston                   | –                 | –                 | –                 | –                 | 1                 | AF                | F                 | –                 | andere Kategorie  | andere Kategorie  | andere Kategorie  | andere Kategorie  | andere Kategorie  | andere Kategorie  | andere Kategorie  | andere Kategorie | andere Kategorie  | andere Kategorie  | andere Kategorie  | andere Kategorie  | 0 / 3       | 4:2         | 67 %        |
| Berlin                       | –                 | –                 | –                 | –                 | VF                | –                 | 1                 | VF                | n. a. bzw. a. K.  | n. a. bzw. a. K.  | n. a. bzw. a. K.  | n. a. bzw. a. K.  | n. a. bzw. a. K.  | n. a. bzw. a. K.  | n. a. bzw. a. K.  | n. a. bzw. a. K. | n. a. bzw. a. K.  | n. a. bzw. a. K.  | n. a. bzw. a. K.  | n. a. bzw. a. K.  | 0 / 3       | 4:3         | 57 %        |
| Madrid                       | n. a. bzw. a. K.  | n. a. bzw. a. K.  | n. a. bzw. a. K.  | n. a. bzw. a. K.  | n. a. bzw. a. K.  | n. a. bzw. a. K.  | n. a. bzw. a. K.  | n. a. bzw. a. K.  | 1                 | 1                 | AF                | 1                 | 1                 | HF                | 1                 | –                | 1                 | 1                 | –                 | n. a.             | 0 / 9       | 3:9         | 25 %        |
| Rom                          | –                 | –                 | –                 | –                 | AF                | –                 | –                 | HF                | S                 | –                 | S                 | 1                 | S                 | AF                | –                 | –                | –                 | 1                 | –                 | –                 | 3 / 8       | 19:4        | 83 %        |
| San Diego                    | andere Kategorie  | andere Kategorie  | andere Kategorie  | –                 | VF                | –                 | VF                | n. a. bzw. a. K.  | n. a. bzw. a. K.  | n. a. bzw. a. K.  | n. a. bzw. a. K.  | n. a. bzw. a. K.  | n. a. bzw. a. K.  | n. a. bzw. a. K.  | n. a. bzw. a. K.  | n. a. bzw. a. K. | n. a. bzw. a. K.  | n. a. bzw. a. K.  | n. a. bzw. a. K.  | n. a. bzw. a. K.  | 0 / 2       | 4:2         | 67 %        |
| Kanada                       | –                 | –                 | –                 | –                 | –                 | –                 | VF                | –                 | AF                | –                 | –                 | VF                | –                 | HF                | –                 | –                | VF                | –                 | 1                 | n. a.             | 0 / 6       | 8:5         | 62 %        |
| Cincinnati                   | n. a. bzw. a. K.  | n. a. bzw. a. K.  | n. a. bzw. a. K.  | n. a. bzw. a. K.  | n. a. bzw. a. K.  | n. a. bzw. a. K.  | n. a. bzw. a. K.  | n. a. bzw. a. K.  | AF                | –                 | –                 | VF                | S                 | AF                | –                 | –                | HF                | –                 | –                 | –                 | 1 / 5       | 8:4         | 67 %        |
| Tokio                        | –                 | –                 | –                 | –                 | 1                 | –                 | –                 | –                 | –                 | F                 | –                 | 1                 | HF                | n. a. bzw. a. K.  | n. a. bzw. a. K.  | n. a. bzw. a. K. | n. a. bzw. a. K.  | n. a. bzw. a. K.  | n. a. bzw. a. K.  | n. a. bzw. a. K.  | 0 / 4       | 5:4         | 56 %        |
| Peking                       | nicht ausgetragen | nicht ausgetragen | nicht ausgetragen | nicht ausgetragen | nicht ausgetragen | nicht ausgetragen | nicht ausgetragen | nicht ausgetragen | S                 | AF                | VF                | AF                | HF                | S                 | –                 | VF               | HF                | –                 | AF                | n. a.             | 2 / 9       | 21:7        | 75 %        |
| Wuhan                        | nicht ausgetragen | nicht ausgetragen | nicht ausgetragen | nicht ausgetragen | nicht ausgetragen | nicht ausgetragen | nicht ausgetragen | nicht ausgetragen | nicht ausgetragen | nicht ausgetragen | nicht ausgetragen | nicht ausgetragen | nicht ausgetragen | HF                | –                 | HF               | HF                | –                 | 1                 | n. a.             | 0 / 4       | 7:4         | 64 %        |
| Zürich                       | –                 | –                 | –                 | –                 | –                 | –                 | HF                | n. a. bzw. a. K.  | n. a. bzw. a. K.  | n. a. bzw. a. K.  | n. a. bzw. a. K.  | n. a. bzw. a. K.  | n. a. bzw. a. K.  | n. a. bzw. a. K.  | n. a. bzw. a. K.  | n. a. bzw. a. K. | n. a. bzw. a. K.  | n. a. bzw. a. K.  | n. a. bzw. a. K.  | n. a. bzw. a. K.  | 0 / 1       | 2:1         | 67 %        |
| Olympische Spiele            | nicht ausgetragen | nicht ausgetragen | nicht ausgetragen | –                 | nicht ausgetragen | nicht ausgetragen | nicht ausgetragen | 1                 | nicht ausgetragen | nicht ausgetragen | nicht ausgetragen | VF                | nicht ausgetragen | nicht ausgetragen | nicht ausgetragen | AF               | nicht ausgetragen | nicht ausgetragen | nicht ausgetragen | nicht ausgetragen | 0 / 3       | 3:3         | 50 %        |
| Fed Cup                      | K1                | –                 | –                 | –                 | –                 | –                 | –                 | HF                | PO                | –                 | –                 | PO                | –                 | K1                | K1                | –                | –                 | –                 | –                 | PO                | 0 / 7       | 7:4         | 64 %        |
| Statistik                    | Statistik         | Statistik         | Statistik         | Statistik         | Statistik         | Statistik         | Statistik         | Statistik         | Statistik         | Statistik         | Statistik         | Statistik         | Statistik         | Statistik         | Statistik         | Statistik        | Statistik         | Statistik         | Statistik         | Statistik         | S/N         | S/N         | Sieg%       |
| Turnierteilnahmen            | 6                 | 4                 | 6                 | 18                | 15                | 10                | 16                | 19                | 18                | 13                | 13                | 17                | 15                | 16                | 4                 | 13               | 14                | 9                 | 15                | 6                 | Gesamt: 247 | Gesamt: 247 | Gesamt: 247 |
| Erreichte Finals             | 2                 | 0                 | 1                 | 3                 | 0                 | 0                 | 2                 | 2                 | 3                 | 2                 | 1                 | 0                 | 5                 | 6                 | 0                 | 3                | 3                 | 1                 | 4                 | 1                 | Gesamt: 39  | Gesamt: 39  | Gesamt: 39  |
| Gewonnene Titel              | 1                 | 0                 | 1                 | 1                 | 0                 | 0                 | 1                 | 2                 | 3                 | 0                 | 1                 | 0                 | 5                 | 5                 | 0                 | 3                | 1                 | 0                 | 3                 | 0                 | Gesamt: 27  | Gesamt: 27  | Gesamt: 27  |
| Hartplatz-Siege/-Niederlagen | 6:4               | 4:4               | 5:3               | 14:13             | 9:7               | 2:4               | 17:11             | 16:13             | 19:8              | 13:8              | 7:7               | 13:10             | 23:7              | 28:7              | 1:3               | 16:8             | 29:10             | 7:4               | 16:9              | 8:7               | 253:147     | 253:147     | 63 %        |
| Sand-Siege/-Niederlagen      | 1:1               | 0:0               | 0:1               | 6:4               | 4:7               | 2:1               | 3:2               | 7:4               | 12:6              | 5:3               | 9:3               | 2:3               | 6:3               | 8:3               | 0:1               | 4:2              | 2:2               | 0:3               | 6:1               | 0:0               | 77:50       | 77:50       | 61 %        |
| Rasen-Siege/-Niederlagen     | 0:0               | 0:0               | 0:0               | 0:1               | 0:0               | 3:1               | 3:1               | 0:1               | 0:1               | 0:0               | 4:2               | 2:2               | 6:0               | 2:1               | 0:0               | 0:0              | 0:0               | 1:2               | 1:2               | 0:0               | 22:14       | 22:14       | 61 %        |
| Teppich-Siege/-Niederlagen   | 0:0               | 0:0               | 0:0               | 0:0               | 0:1               | 0:0               | 0:0               | 0:0               | 0:0               | 2:1               | 0:0               | 0:0               | 0:0               | 0:0               | 0:0               | 0:0              | 0:0               | 0:0               | 0:0               | 0:0               | 2:2         | 2:2         | 50 %        |
| Gesamt-Siege/-Niederlagen    | 7:5               | 4:4               | 5:4               | 20:18             | 13:15             | 7:6               | 23:14             | 23:18             | 31:15             | 20:12             | 20:12             | 17:15             | 35:10             | 38:11             | 1:4               | 20:10            | 31:12             | 8:9               | 23:12             | 8:7               | 354:213     | 354:213     | 62 %        |
| Sieg%                        | 58 %              | 50 %              | 56 %              | 53 %              | 46 %              | 54 %              | 62 %              | 56 %              | 67 %              | 63 %              | 63 %              | 53 %              | 78 %              | 78 %              | 20 %              | 67 %             | 72 %              | 47 %              | 66 %              | 53 %              | Gesamt:     | Gesamt:     | 62 %        |
| Jahresendposition            | 660               | –                 | –                 | 85                | 61                | 15                | 20                | 27                | 12                | 39                | 25                | 56                | 4                 | 3                 | 872               | 44               | 9                 | 63                | 49                | 58                | N/A         | N/A         | N/A         |

Zeichenerklärung: S = Turniersieg; F, HF, VF, AF = Einzug ins Finale / Halbfinale / Viertelfinale / Achtelfinale; 1, 2, 3 = Ausscheiden in der 1. / 2. / 3. Hauptrunde; KF (kleines Finale) = unterlegen im Spiel um Platz drei; RR = Round Robin (Gruppenphase); n. a. = nicht ausgetragen; a. K. = andere Kategorie; PO (Playoff) = Auf- und Abstiegsrunde im Billie Jean King Cup; K1, K2, K3 = Teilnahme in der Kontinentalgruppe I, II, III im Billie Jean King Cup.
Anmerkung: Diese Statistik berücksichtigt alle Ergebnisse im Einzel bei ITF- und WTA-Turnieren. Als Quelle dient die ITF-Seite der Spielerin. Dargestellt sind nur WTA-Turniere der Kategorie Tier I (bis 2008) bzw. die WTA-Turniere der Kategorien Premier Mandatory und Premier 5 (2009–2020).

## Weltranglistenpositionen am Saisonende
| Jahr   | 2001 | 2002 | 2003 | 2004 | 2005 | 2006 | 2007 | 2008 | 2009 | 2010 | 2011 | 2012 | 2013 | 2014 | 2015 | 2016 | 2017 | 2018 | 2019 | 2020 |
| ------ | ---- | ---- | ---- | ---- | ---- | ---- | ---- | ---- | ---- | ---- | ---- | ---- | ---- | ---- | ---- | ---- | ---- | ---- | ---- | ---- |
| Einzel | 516  | 359  | 326  | 73   | 37   | 56   | 46   | 40   | 47   | 72   | 17   | 40   | 45   | 22   | 136  | 109  | 27   | 298  | 75   | 117  |
| Doppel | 660  | —    | —    | 85   | 61   | 105  | 20   | 27   | 12   | 39   | 25   | 56   | 4    | 3    | 872  | 44   | 9    | 63   | 49   | 58   |